# Szavanna (keresztnév)
A Szavanna spanyol eredetű női név, jelentése: kopár, terméketlen, meddő.

## Gyakorisága
Az 1990-es években szórványos név, a 2000-es években nem szerepel a 100 leggyakoribb női név között.

## Névnapok
Ajánlott névnap
- április 12.

## Híres Szavannák
- Savannah amerikai pornószínésznő, eredeti nevén Shannon Michelle Wilsey
- Savanna Samson amerikai pornószínésznő, férjezett nevén Natalie Oliveros
- Savannah Phillips II. Erzsébet brit királynő dédunokája, Anna brit királyi hercegnő unokája, Peter és Autumn Phillps lánya. A 16. helyet foglalja el a brit trónöröklési sorrendben.